# Квітнева сільська рада (Житомирський район)
Квітнева сільська рада (до 1937 року — Жидовецька сільська рада, у 1937—60 роках — Жовтнівська сільська рада) — орган місцевого самоврядування Квітневої сільської територіальної громади Житомирського району Житомирської області з розміщенням у с. Квітневе.

## Склад ради

### Перший склад ради громади
Рада складається з 22 депутатів та голови.
Перші вибори депутатів ради громади та Квітневого сільського голови відбулись 18 грудня 2016 року. Було обрано 20 з 22 депутатів, з них 14 — Всеукраїнське об'єднання «Батьківщина» та 6 самовисуванців.
Головою громади обрали позапартійного самовисуванця Анатолія Олійника, колишнього Єрчицького сільського голову.
5 та 26 березня 2017 року, на проміжних виборах в 13-му та 12-му виборчих одномандатних округах відповідно, було обрано депутатів-самовисуванців.

## Керівний склад сільської ради
| ПІБ                          | Основні відомості                                                         | Дата обрання | Дата звільнення |
| ---------------------------- | ------------------------------------------------------------------------- | ------------ | --------------- |
| Олійник Надія Петрівна       | Сільський голова, 1957 року народження, освіта, член народної партії      | 26.03.2006   | 31.10.2010      |
| Бородавка Ігор Олександрович | Сільський голова, 1962 року народження, освіта вища, член Партії регіонів | 31.10.2010   |                 |

Примітка: таблиця складена за даними джерела

## Історія
Створена 1923 року, як Жидовецька сільська рада, в с. Жидівці (згодом — Жовтневе, Квітневе) Романівської волості Сквирського повіту Київської губернії. 7 березня 1923 року увійшла до складу новоствореного Попільнянського району Білоцерківської округи. У 1937 році перейменована на Жовтнівську сільську раду через перейменування адміністративного центру.
Станом на 1 вересня 1946 року Жовтнівська сільська рада входила до складу Попільнянського району Житомирської області, на обліку в раді перебувало с. Жовтневе.
8 червня 1960 року, відповідно до рішення Житомирського облвиконкому № 592 «Про перейменування деяких сільських рад в районах області», сільську раду перейменовано на Жовтневу.
На 1 січня 1972 року Жовтнева сільська рада входила до складу Попільнянського району Житомирської області, на обліку в раді перебувало с. Жовтневе.
19 травня 2016 року сільську раду перейменовано на Квітневу через перейменування її адміністративного центру.
До 28 грудня 2016 року — адміністративно-територіальна одиниця у Попільнянському районі Житомирської області з підпорядкуванням с. Квітневе.

### Населення
Відповідно до результатів перепису населення СРСР, кількість населення ради, станом на 12 січня 1989 року, становила 1 587 осіб.
Станом на 5 грудня 2001 року, відповідно до перепису населення України, кількість мешканців сільської ради становила 1 969 осіб.